# Gendumscho
Gendumscho, das Gerstenkorn, war eine persische Masseneinheit (Gewichtsmaß).
- 1 Gendumscho = 0,048 Gramm
- 4 Gendumscho (pers.)/Gändum = 4 Bogdaï (türk.; Weizenkorn) = 1 Nachod/Nachud/Nohud/Nukhud (Kiechererbse) = 0,192 Gramm
- 24 Nachod = 1 Miskal = 4,608 Gramm